# Lethrus ares
Lethrus ares är en skalbaggsart som beskrevs av Kral, Rejsek och Schneider 2001. Lethrus ares ingår i släktet Lethrus och familjen tordyvlar. Inga underarter finns listade i Catalogue of Life.